# Květuše Hyršlová
Květuše Hyršlová (4. července 1929 Praha – 18. března 2018) byla česká literární vědkyně v oboru germanistiky, literární kritička a překladatelka z němčiny. Byla vyznamenána medailí Za zásluhy.

## Život
Jako literární vědkyně pracovala v Akademii věd v oddělení světových literatur a literární teorie. Zabývala se tématy česko-německých kulturních vztahů, byla autorkou děl o německém protinacistickém exilu v Československu či osobě a dílu Franze Kafky a mnoha dalších studií a knih.
Často přednášela na mezinárodních konferencích a seminářích, byla členkou Českého centra Mezinárodního PEN klubu a členkou Obce spisovatelů.

## Ocenění
V roce 2009 byla prezidentem Václavem Klausem vyznamenána medailí Za zásluhy o stát v oblasti vědy, 2. stupně.